# Fabrice Olinga
Pour les articles homonymes, voir Essono.
Fabrice Olinga Essono, né le 12 mai 1996 Douala (Cameroun), est un footballeur international camerounais jouant au poste d'ailier droit.

## Biographie

### Club
Grand espoir du football camerounais, Fabrice Olinga est souvent comparé à Samuel Eto'o, l’histoire de ce prodige du ballon rond commence lors d’un tournoi dénommé Festi Eto’o, en 2006. Au terme des deux premières éditions disputées respectivement au Stade Mbappe Lepe et à Bonamoussadi de Douala, il remporte le trophée du meilleur buteur et meilleur joueur.
Son talent naissant attire vers lui les dirigeants de Fundesport (Fondation Samuel Eto'o). Moins d’un an passé dans ce centre de formation réputé, basé à Douala, il est recruté par Majorque en Espagne, où il est arrivé le 25 décembre 2008.

#### Malaga

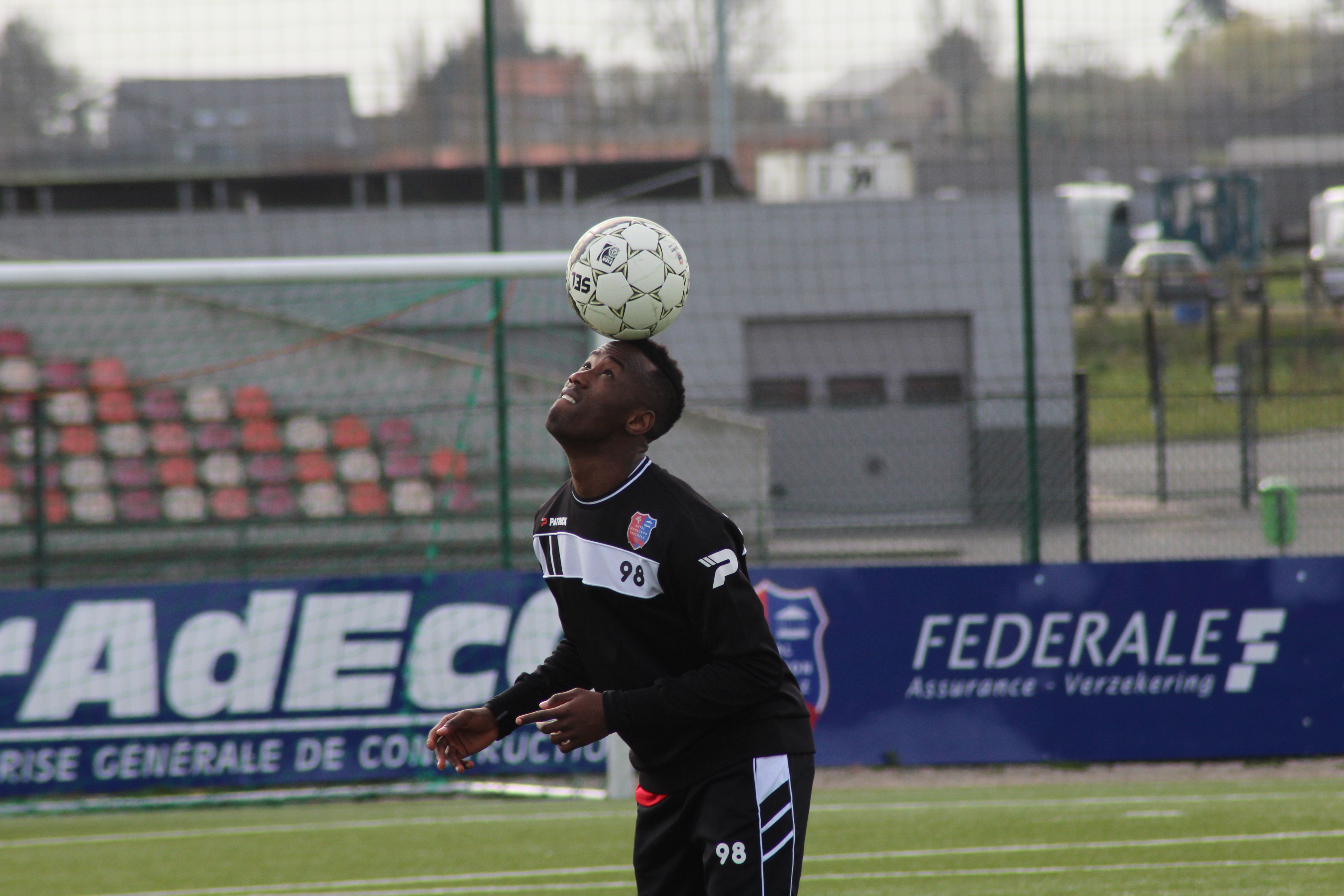
Entrainement au Royal Excel Mouscron

En juillet 2012, Fabrice Olinga signe son 1er contrat professionnel avec le Málaga CF.
Le 18 août 2012, il devient le plus jeune buteur de la Liga en inscrivant un but à la 84e minute au Celta Vigo à l'âge de 16 ans et 98 jours.
Le 22 août 2012, il fait ses débuts en Ligue des champions face au Panathinaïkos, lors du match barrage qualificatif pour la phase des groupes.

#### Prêts infructueux
- Apollon Limassol Football Club (2014-2014)
- Fotbal Club Viitorul Constanța (2015-2015)

#### Royal Excel Mouscron
Le 31 août 2015, Fabrice Olinga signe un contrat de deux ans avec le Royal Mouscron-Péruwelz après un test de deux semaines concluant.
Pour sa première saison, Olinga ne joue que très peu, particulièrement à cause des blessures.
Pour sa deuxième saison au Canonnier, Olinga rentre sur la pelouse un peu plus, mais presque toujours comme remplaçant.

### Équipe du Cameroun
le 14 octobre 2012, il joue pour la première fois en sélection camerounaise contre le Cap-Vert aux côtés de Samuel Eto'o. Malgré son but dans le temps additionnel qui donne la victoire à son équipe 2-1, les Lions indomptables sont éliminés et ils ne participeront pas à la CAN 2013 en Afrique du Sud.
Le 29 juillet 2013 il est sélectionné pour un match amical face au Gabon notamment au côté d'un autre prodige camerounais âgée de 18 Ans Jean-Marie Dongou.

## Statistiques détaillées
| Saison                | Club                      | Championnat           | Championnat | Championnat | Coupe(s) nationale(s) | Coupe(s) nationale(s) | Compétition(s) continentale(s) | Compétition(s) continentale(s) | Compétition(s) continentale(s) | Cameroun | Cameroun | Total | Total |
| Saison                | Club                      | Division              | M.          | B.          | M.                    | B.                    | Comp.                          | M.                             | B.                             | M.       | B.       | M.    | B.    |
| 2012-2013             | Málaga CF                 | Liga BBVA             | 2           | 1           | 2                     | 0                     | C1                             | 2                              | 0                              | 4        | 1        | 10    | 2     |
| 2013-2014             | Málaga CF                 | Liga BBVA             | 8           | 0           | -                     | -                     | -                              | -                              | -                              | -        | -        | 8     | 0     |
| Sous-total            | Sous-total                | Sous-total            | 10          | 1           | 2                     | 0                     | -                              | 2                              | 0                              | 4        | 1        | 18    | 2     |
| 2013-2014             | SV Zulte Waregem (prêt)   | Jupiler Pro League    | 7           | 0           | -                     | -                     | -                              | -                              | -                              | 3        | 0        | 10    | 0     |
| 2014-2015             | Apollon Limassol (prêt)   | A Kategoria           | 1           | 0           | 1                     | 0                     | C3                             | 2                              | 0                              | -        | -        | 4     | 0     |
| 2014-2015             | Viitorul Constanța (prêt) | Liga I                | -           | -           | -                     | -                     | -                              | -                              | -                              | -        | -        | 0     | 0     |
| 2015-2016             | Royal Excel Mouscron      | Jupiler Pro League    | 7           | 0           | -                     | -                     | -                              | -                              | -                              | -        | -        | 7     | 0     |
| 2016-2017             | Royal Excel Mouscron      | Jupiler Pro League    | 17          | 0           | 1                     | 0                     | -                              | -                              | -                              | -        | -        | 18    | 0     |
| 2017-2018             | Royal Excel Mouscron      | Jupiler Pro League    | 28          | 1           | 1                     | 0                     | -                              | -                              | -                              | 5        | 0        | 34    | 1     |
| 2018-2019             | Royal Excel Mouscron      | Jupiler Pro League    | 20          | 0           | 2                     | 0                     | -                              | -                              | -                              | 5        | 0        | 27    | 0     |
| 2019-2020             | Royal Excel Mouscron      | Jupiler Pro League    | 25          | 3           | 2                     | 1                     | -                              | -                              | -                              | -        | -        | 27    | 4     |
| Sous-total            | Sous-total                | Sous-total            | 97          | 4           | 6                     | 1                     | -                              | -                              | -                              | 10       | 0        | 113   | 5     |
| Total sur la carrière | Total sur la carrière     | Total sur la carrière | 115         | 5           | 9                     | 1                     | -                              | 4                              | 0                              | 17       | 1        | 145   | 7     |